# Děkanství mikulovské
Děkanství mikulovské je územní část brněnské diecéze s centrem v Mikulově. Zahrnuje 20 římskokatolických farností. Děkanství je starobylé a nově bylo vymezeno při reformě členění brněnské diecéze k 1. červenci 1999.
Funkci děkana vykonával v letech 2012–2022 Jaroslav Svoboda, farář farnosti Pohořelice. Poté se jím stal Pavel Pacner, farář mikulovské farnosti u sv. Václava.

## Seznam farností
| Farnost                        | Správce                                                  | Farní kostel               |
| ------------------------------ | -------------------------------------------------------- | -------------------------- |
| Bavory                         | administrátor excurrendo, Mikulov na Moravě – sv. Václav | sv. Kateřiny Alexandrijské |
| Brod nad Dyjí                  | administrátor excurrendo, Drnholec                       | sv. Jana Nepomuckého       |
| Březí u Mikulova               | administrátor excurrendo, Mikulov na Moravě – sv. Václav | sv. Jana Křtitele          |
| Dolní Dunajovice               | administrátor excurrendo, Vranovice nad Svratkou         | sv. Jiljí                  |
| Dolní Věstonice                | administrátor excurrendo, Mikulov na Moravě – sv. Václav | sv. Michaela archanděla    |
| Drnholec                       | R. D. Mgr. Jiří Komárek                                  | Nejsvětější Trojice        |
| Horní Věstonice                | administrátor excurrendo, Mikulov na Moravě – sv. Václav | sv. Rozálie                |
| Ivaň                           | administrátor excurrendo, Vranovice nad Svratkou         | sv. Bartoloměje            |
| Mikulov na Moravě – sv. Jan    | administrátor excurrendo, Mikulov na Moravě – sv. Václav | sv. Jana Křtitele          |
| Mikulov na Moravě – sv. Václav | R. D. Mgr. Pavel Pacner                                  | sv. Václava                |
| Novosedly                      | administrátor excurrendo, Drnholec                       | sv. Oldřicha               |
| Pasohlávky                     | administrátor excurrendo, Vranovice nad Svratkou         | sv. Anny                   |
| Pavlov u Mikulova              | administrátor excurrendo, Mikulov na Moravě – sv. Václav | sv. Barbory                |
| Perná                          | administrátor excurrendo, Mikulov na Moravě – sv. Václav | sv. Mikuláše               |
| Pohořelice                     | R. D. Ing. Martin Kohoutek                               | sv. Jakuba Staršího        |
| Pouzdřany                      | administrátor excurrendo, Vranovice nad Svratkou         | sv. Mikuláše               |
| Přibice                        | administrátor excurrendo, Pohořelice                     | sv. Jana Křtitele          |
| Sedlec u Mikulova              | administrátor excurrendo, Mikulov na Moravě – sv. Václav | sv. Víta                   |
| Vlasatice                      | administrátor excurrendo, Pohořelice                     | sv. Jana Křtitele          |
| Vranovice nad Svratkou         | R. D. Jaroslav Jurka                                     | Navštívení Panny Marie     |

## Zrušené farnosti
Po roce 1999 bylo v děkanství zrušeno šest farností:
| Datum             | Farnost             | Farní kostel            | Sloučena do farnosti           |
| ----------------- | ------------------- | ----------------------- | ------------------------------ |
| 1. ledna 2006     | Cvrčovice           | sv. Jakuba Staršího     | Pohořelice                     |
| 31. prosince 2024 | Dobré Pole          | sv. Cecílie             | Březí u Mikulova               |
| 31. prosince 2024 | Jevišovka           | sv. Kunhuty             | Drnholec                       |
| 31. prosince 2024 | Klentnice           | sv. Jiří                | Mikulov na Moravě – sv. Václav |
| 31. prosince 2024 | Milovice u Mikulova | sv. Osvalda             | Mikulov na Moravě – sv. Václav |
| 31. prosince 2024 | Nový Přerov         | sv. Michaela archanděla | Drnholec                       |